# 奧斯尼爾龍屬
奧斯尼爾龍（屬名：Othnielia）意為「奧塞內爾的」，是一種鳥臀目恐龍，是以最初的命名者－19世紀的美國古生物學家奧塞內爾·查利斯·馬什（Othniel Charles Marsh）為名。馬什原本在1877年命名牠們為雷克斯侏儒龍（Nanosaurus rex），彼得·加爾東（Peter Galton）在1977年將牠們重新命名為雷克斯奧斯尼爾龍（Othnielia rex），而狀態為疑名。

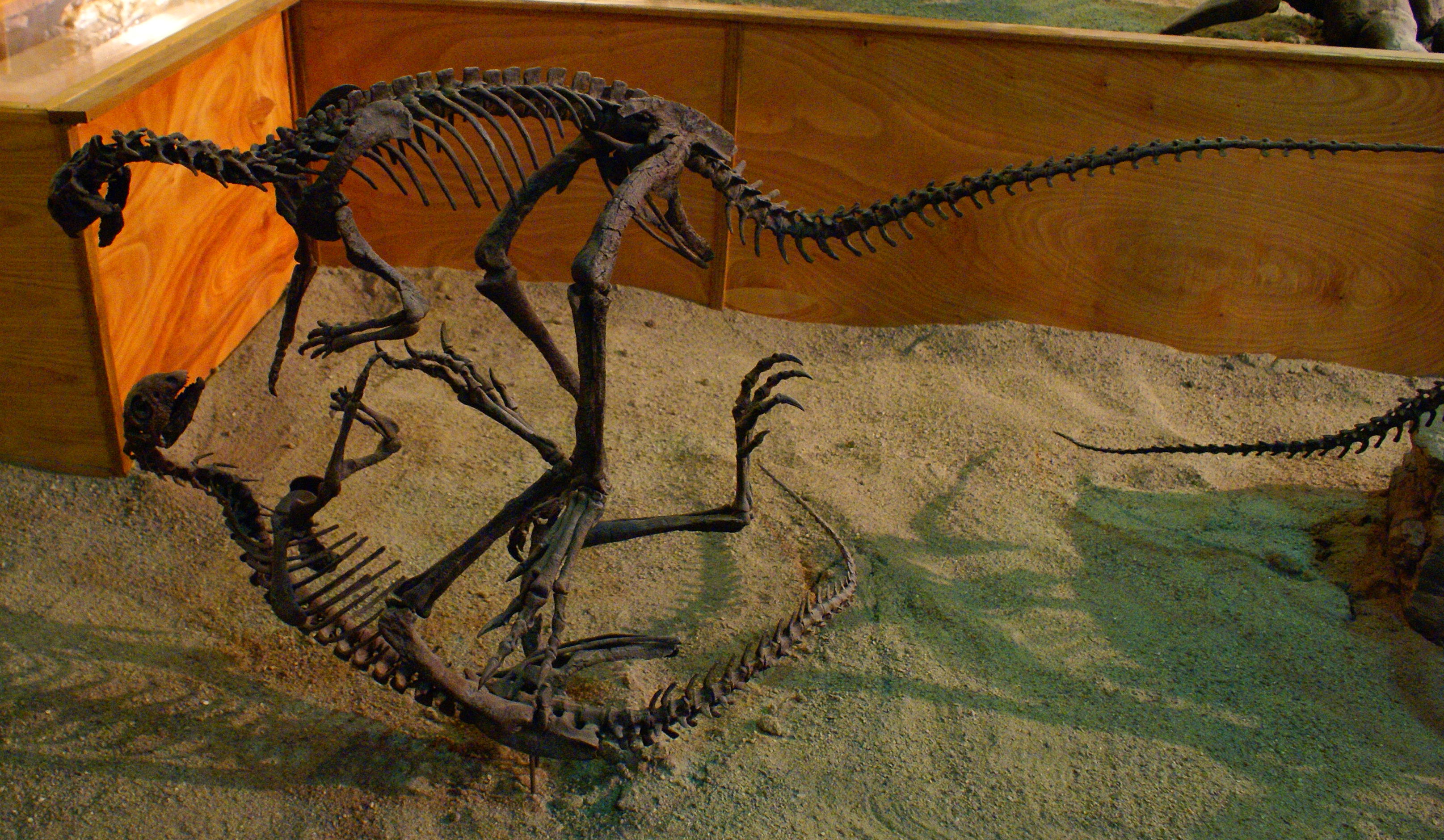
打鬥中的奧斯尼爾龍模型

奧斯尼爾龍的化石已在懷俄明州、猶他州、科羅拉多州的莫里遜組發現，年代為晚侏儸紀的牛津階到提通階，但根據加爾東在2006年對於莫里遜組鳥臀目恐龍的重新研究，奧斯尼爾龍的唯一可確定化石是正模標本的股骨（編號YPM 1875），可能還有其他相關的顱後身體部位。但加爾東認為該股骨是無法用來鑑定的，並利用其中兩個部份骨骸建立一個新屬，奧斯尼爾洛龍（Othnielosaurus）。這個新屬仍等待者被廣泛地接受，但這種分類狀況已經有先例（例如馬拉鱷龍與兔鱷）。奧斯尼爾龍的化石被劃分到奧斯尼爾洛龍（Othnielosaurus）後，奧斯尼爾龍成為疑名，只有在概要性敘述中出現。
自從部份化石被獨立成新屬後，奧斯尼爾龍成為疑名，從剩下的化石，可看出奧斯尼爾龍是種小型、敏捷、二足草食性動物，可能擁有比例較小的手臂與長後肢，身長為1.5到2公尺，體重接近10公斤。奧斯尼爾龍出現在科幻小說《侏儸紀公園》（Jurassic Park）中，並被描繪成在樹上攀爬的小型恐龍，但沒有證據可支持這個說法。

## 其他標本

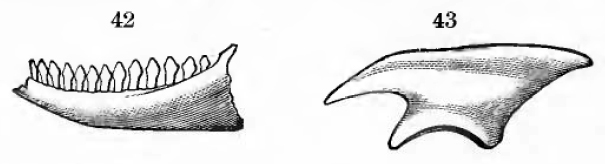
上方是侏儒龍的齒骨，下方是奧斯尼爾龍的股骨

在加爾東的2006年研究中，奧斯尼爾龍只有正模標本與兩個部份骨骸是可供鑒定的，而其他的標本則無法歸類。在這些無法歸類的標本中，包含一個存放在瑞士Aathal恐龍博物館的接近完整化石，暱稱為「芭芭拉」，一個幼年的部份骨骸（編號DMNH 21716）、一個齒骨（編號MWC 5822），後兩者曾被歸類於奧斯尼爾龍。丹佛自然科技博物館也有被歸類於奧斯尼爾龍的化石。
在2001年，肯尼思·卡彭特（Kenneth Carpenter）等人宣稱，在科羅拉多州花園公園的莫里遜組地層，發現一個幼年鳥腳類化石（編號DMNH 21716），可能屬於奧斯尼爾龍。這個化石位於五個砂岩塊中。根據骨頭大小與長度、未癒合的神經弓、以及骨頭組織等特徵，這個化石被推測是個未成年體。如果這個標本屬於奧斯尼爾龍，體型相當於成年個體的1/3大小。但目前還沒有發現奧斯尼爾龍的剛孵化幼體、蛋化石，因此無法推測這個標本的實際年齡。

## 外部連結
- Othnielia on Thescelosaurus!